# Hampton Hargate and Vale
Hampton Hargate and Vale är en civil parish i Peterborough i Cambridgeshire i England. Orten har 10 472 invånare (2011).